# Вікі Перец
Іцхак «Вікі» Перец (івр. יצחק "ויקי" פרץ;  23 лютого 1953 — 29 червня 2021) — ізраїльський олімпійський футболіст, гравець національної збірної Ізраїлю та тренер. Виступав за «Маккабі Рамат Амідар», «Маккабі Тель-Авів», «Страсбур», «Ренн», «Шимшон Тель-Авів», «Бейтар Нетанья», «Хапоель Лод» і «Маккабі ХаШікма Рамат Хен». Він здобув золоту медаль, граючи за збірну Ізраїлю на Іграх Маккабіада 1973 року, а в 1976 році він грав за національну футбольну збірну Ізраїлю на Олімпійських іграх у Монреалі.

## Особисте життя
Перец народився в Кфар-Сава, Ізраїль. Пізніше він жив у Рамат-Гані, Ізраїль.
Його син Омер пішов по стопах батька. Його шурином був Аві Коен, колишній міжнародний футболіст, а його племінник - Тамір Коен. Перец помер у віці 68 років 29 червня 2021 року, ймовірно, внаслідок самогубства.

## Кар'єра гравця
Перец був найкращим бомбардиром національної збірної Ізраїлю з футболу до 19 років, яка брала участь у молодіжному чемпіонаті Азійської футбольної конференції 1972 року. Його 12 голів принесли йому золоту бутсу турніру.
Свою кар'єру він розпочав у молодіжній команді «Маккабі Рамат Амідар». Потім Перец грав за першу команду, ставши професіоналом у 1971 році.
У 1973 році Перец у віці 20 років підписав контракт з «Маккабі» Тель-Авів, грав з ними протягом наступних семи років, і в тому сезоні він став найкращим бомбардиром команди з 19 голами. Він був найкращим бомбардиром Ліги Леуміт із 17 голами в сезоні 1976-77, у якому Маккабі виграв титул. У складі «Маккабі» в сезоні 1978-79 років він забив 17 голів у всіх змаганнях.
Він завоював золоту медаль, граючи за команду Ізраїлю на Іграх Маккабіада 1973 року. У 1976 році Перец грав за збірну Ізраїлю з футболу на Олімпійських іграх у Монреалі.
У 1980 році Перец залишив Ізраїль, щоб приєднатися до французької команди Страсбур. Протягом наступних двох років він забив 27 голів у 71 матчі в першій лізі Франції.
Через два роки Перец перейшов у французький «Ренн». Він забив 17 голів у 33 матчах за команду в 1982-83 роках.
У 1983 році він повернувся в «Маккабі» Тель-Авів ще на два сезони. У складі клубу Перец забив 101 гол у 250 матчах у всіх турнірах, що ставить його на 8 місце серед бомбардирів клубу за весь час.
У 1985 році Перец перейшов до клубу «Шимшон» Тель-Авів, грав за них у 1985-86 роках. Протягом наступних років він грав за Бейтар Нейтанья (1986), Хапоель Лод (1986-87) і Маккабі ХаШікма Рамат Хен. У 1991 році завершив кар'єру.
Протягом своєї ігрової кар'єри в збірній Ізраїлю з 1973 по 1983 роки Перец зіграв 40 матчів, забив 14 голів.

## Тренерська кар'єра
З 1997 по 1999 рік Перец був помічником головного тренера у клубі «Хапоель» Тель-Авів. З 2003 по 2005 рік він тренував молодіжну збірну Ізраїлю з футболу до 16 років.
У 2006 році він був призначений помічником менеджера «Маккабі» Тель-Авів. Перец покинув клуб у 2007 році. Він тренував Маккабі ХаШікма Рамат Хен у 2008 році та Хакоах Маккабі Амідар у 2009 році.

## Досягнення
- Кубок Ізраїлю: 1977
- Прем'єр-ліга Ізраїлю: 1976-1977, 1978-1979
- Суперкубок Ізраїлю: 1977, 1979